# 奈良町
奈良町（ならまち）是位在奈良縣奈良市中心南部的歷史街町地域之通稱（無「奈良町」之名的行政地名）。狹小的街路有許多江戶時代以來的町屋。全域相當於元興寺的舊境內。含周邊約49.3ha被指定為奈良町都市景觀形成地區。

## 概要

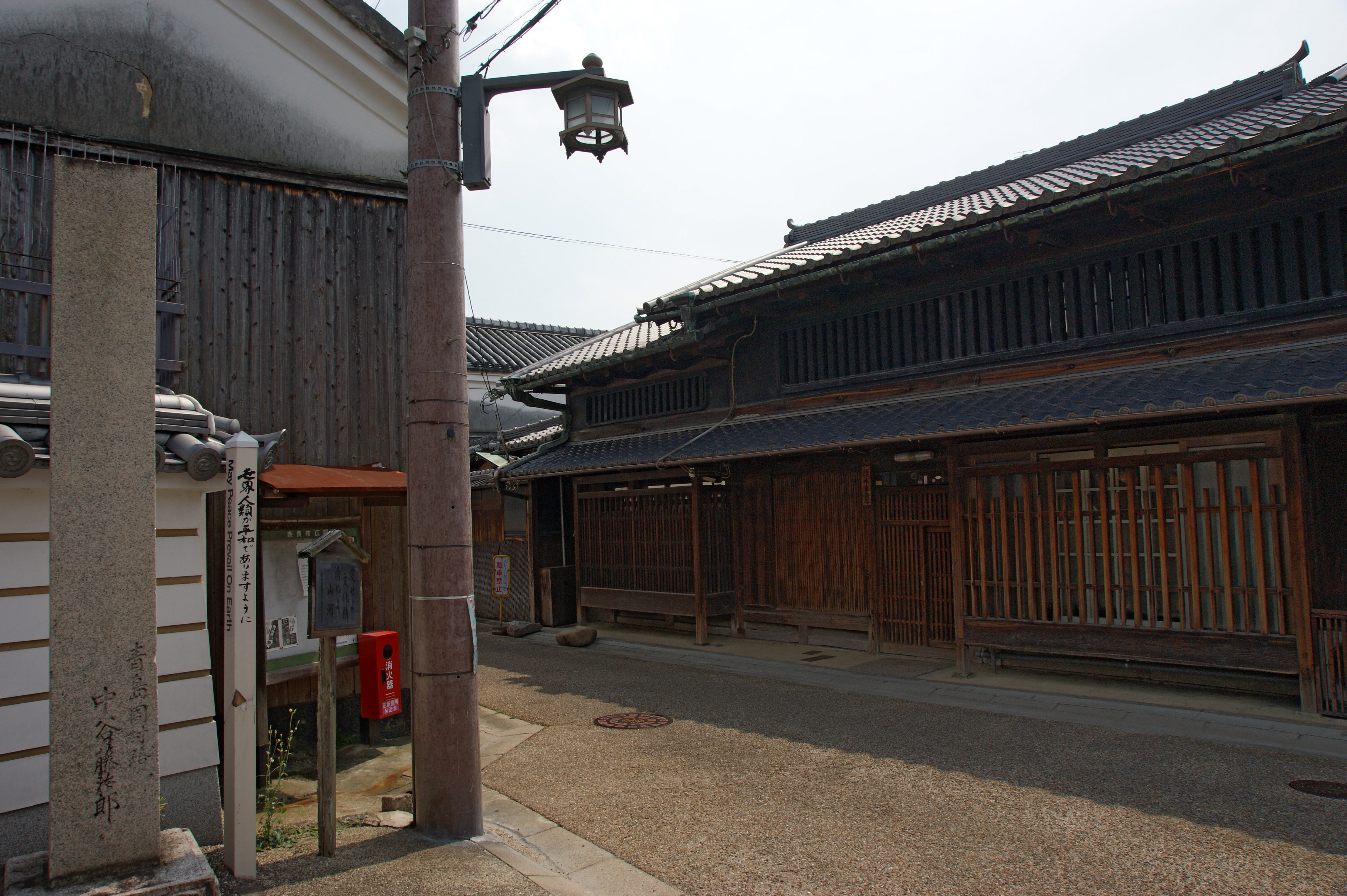
風景

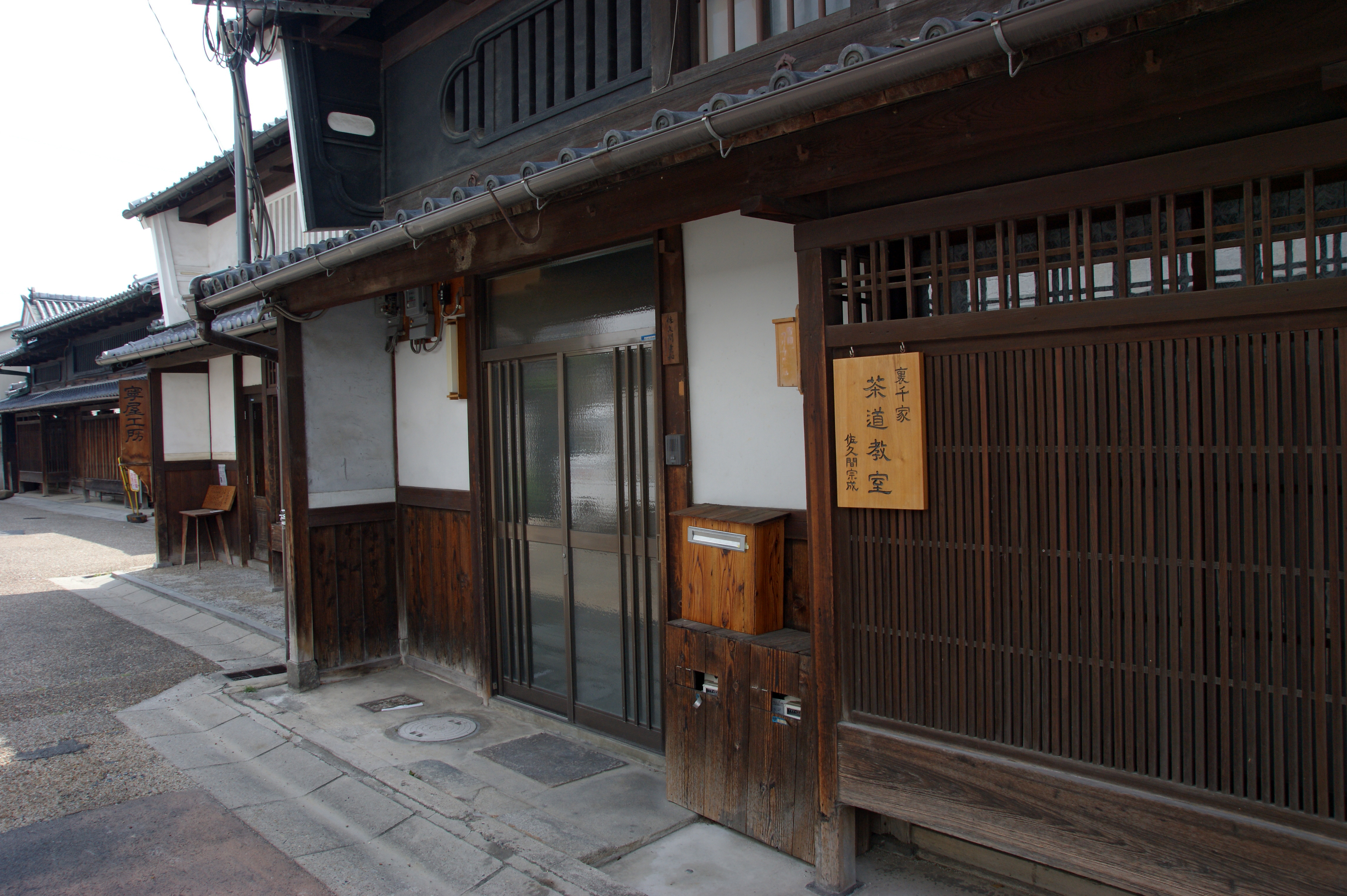
風景

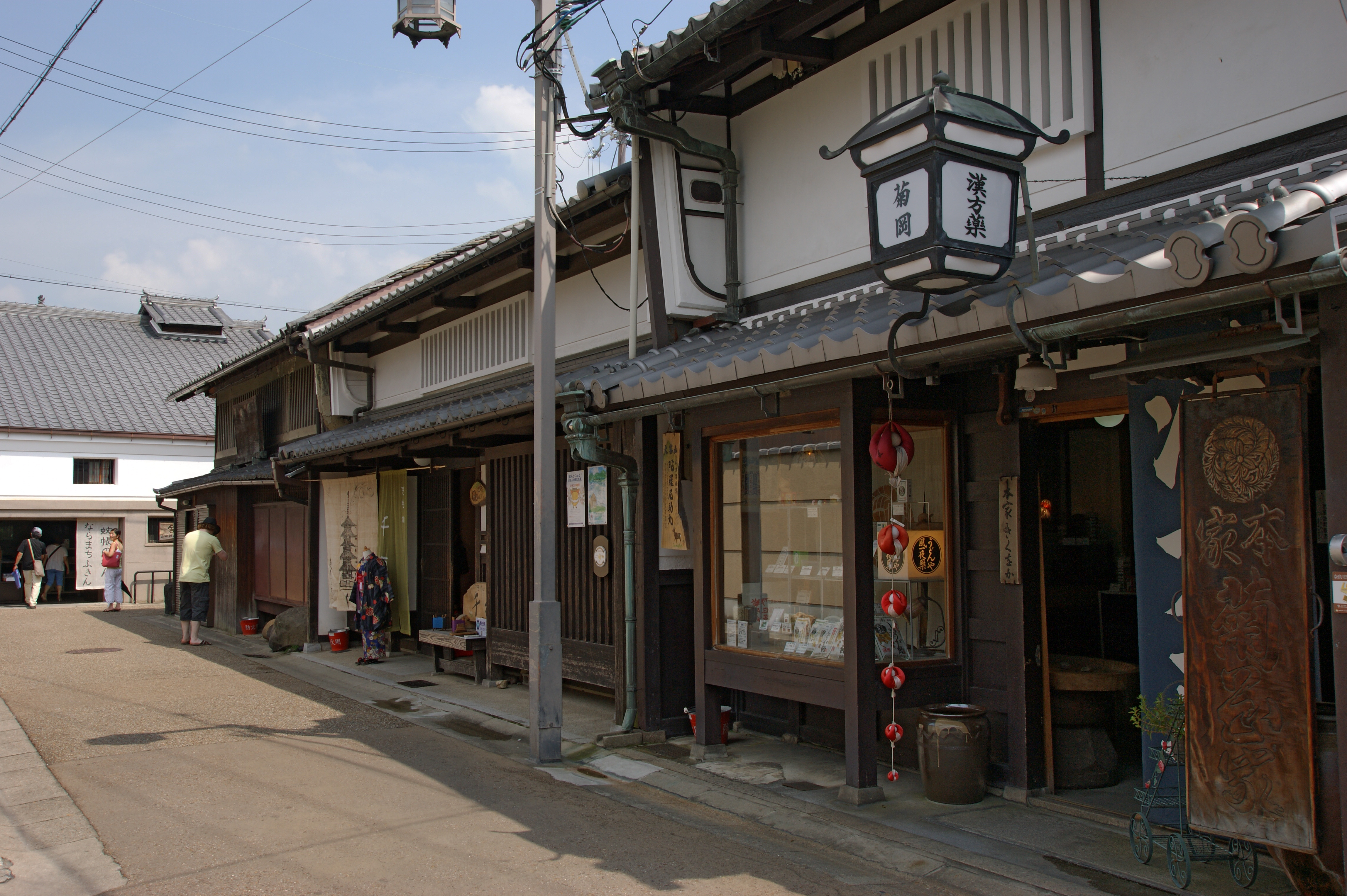
風景

作為平城京的外京開始發展。長岡京遷都後，也因東大寺、春日大社、興福寺等社寺的存在而維持都市機能。中世以降，元興寺舊境內各種産業發展，江戶期成為重要的商工業都市。根據奈良奉行在17世紀末的調查，當時人口3萬5,000人。
倖免於太平洋戰爭的戰災，因此保留當時的街路和建築。現在以舊市街地的歷史風情吸引觀光客。

### 奈良町都市景觀形成地區
20世紀後半，地域住民的町屋保存活動活發化，1990年，依據奈良市都市景觀條例指定為「奈良町都市景觀形成地區」（面積約48.1ha）。

## 主要設施

### 寺社等
- 井上神社
- 元興寺極樂坊（世界遺産）
- 元興寺小塔院（國之史跡）
- 元興寺塔跡（國之史跡）
- 庚申堂
- 高林寺
- 御靈神社
- 西光院
- 十輪院
- 頭塔
- 誕生寺
- 鎮宅靈符神社
- 德融寺
- 福智院
- 十念寺

### 資料館・町屋等
- 今西家書院（重要文化財）
- 時之資料館
- 奈良工藝館
- 奈良市音声館
- 奈良市杉岡華邨書道美術館
- 奈良市奈良町格子之家
- 奈良市立史料保存館
- 奈良町情報館
- 奈良町資料館
- 奈良町振興館
- 奈良町物語館
- 奈良町落語館・鶉屋倶樂部
- 藤岡家住宅（重要文化財）

## 周邊情報
- 奈良公園
- 奈良北町
- 舊大乘院庭園
- 柳生街道

## 脚注
1. ↑  .   [2015-01-02]. （原始内容存档于2016-10-30）.

## 關連項目
- 松山
- 今井町
- 鹿男
- 黑川紀章

## 外部連結
- ならまち情報サイト （页面存档备份，存于）